# 갈홍

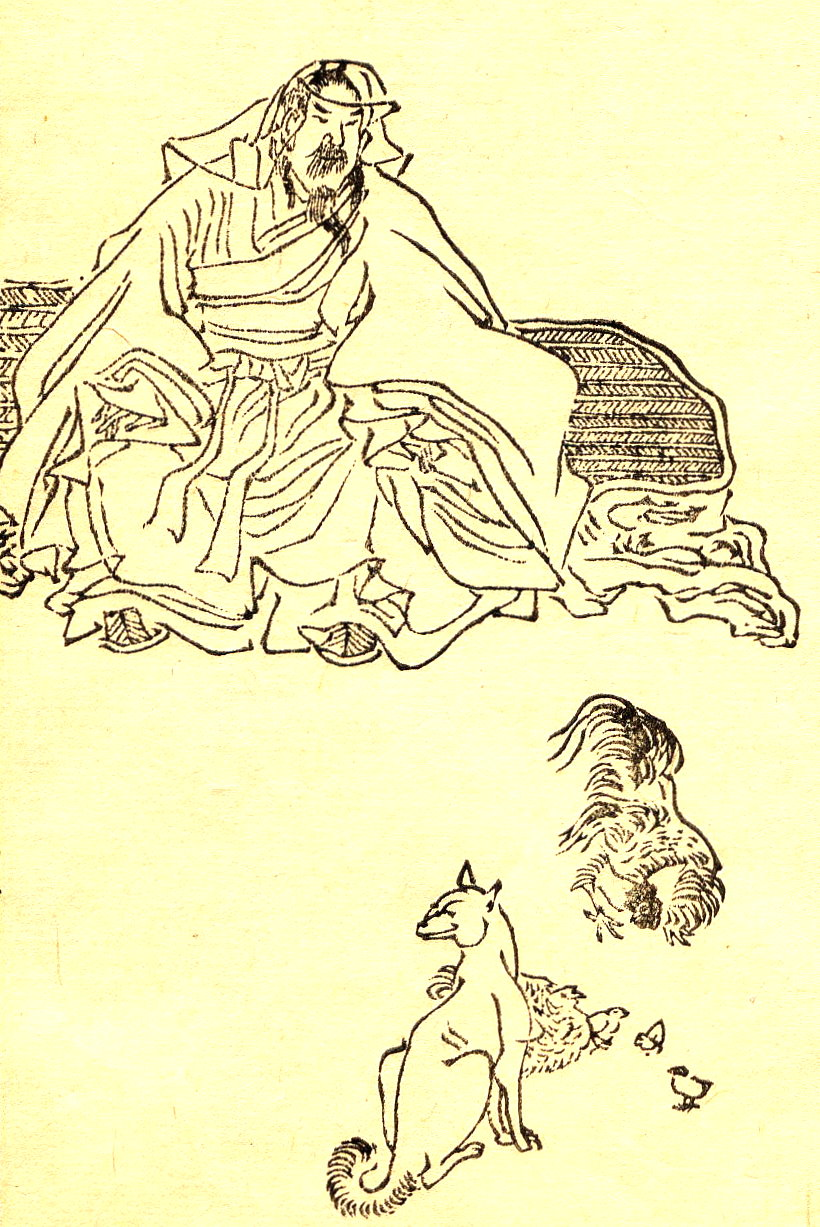
갈홍

갈홍(葛洪, 283년 강소성 진강시 구용시 ~ 343년)은 중국 동진(東晉) 때의 문학가이자, 도교 이론가·의학가·연단술가(煉丹術家)로, 자는 치천(稚川)이며, 자호는 포박자(抱朴子)이다.

## 생애
유학에 뜻을 두는 한편으로 신선양생술을 좋아했고, 의학에도 정통했다. 승상(丞相)·사도(司徒) 등을 역임했으며, 민란을 진압하는 데 공을 세워 관내후(關內侯)에 봉해졌다가, 나중에 자의참군(諮議參軍)으로 전임되었다.
만년에는 연단을 통하여 장수할 생각을 품고 구루령(句漏令)을 자청하여 광주(廣州)로 가서 연단술을 익히면서 계속 저작에 임했다.

## 저서
- 《포박자(抱朴子)》
- 《신선전(神仙傳)》
- 《금궤약방(金匱藥方》
- 《주후비급방(肘後備急方)》

## 같이 보기
- 갈현

## 참고 문헌
- 본 문서에는 지식을만드는지식에서 CC-BY-SA 3.0으로 배포한 책 소개글 중 "서경잡기" 의 소개글을 기초로 작성된 내용이 포함되어 있습니다.